# 波戈內什蒂鄉
46°09′N 27°32′E / 46.150°N 27.533°E
波戈內什蒂鄉（羅馬尼亞語：Comuna Pogonești, Vaslui），是羅馬尼亞的鄉份，位於該國東北部，由瓦斯盧伊縣負責管轄，面積26平方公里，海拔高度64米，2007年人口1,782，人口密度每平方公里69人。